# Joseph Laurent Philippe
Joseph Laurent Philippe, né le 3 avril 1877 à Rollingergrund dans le grand-duché de Luxembourg et mort le 21 octobre 1956 à Luxembourg, est un prélat luxembourgeois, qui fut deuxième supérieur général des prêtres du Sacré-Cœur, fondés par le chanoine Dehon (1843-1925), du 20 janvier 1926 au 24 octobre 1935, et évêque de Luxembourg de 1935 à sa mort.

## Biographie
Né dans une famille pieuse, Joseph Philippe entre à l'âge de douze ans à l'école Notre-Dame-de-la-Miséricorde de Clairefontaine récemment ouverte par la Congrégation des Prêtres du Sacré-Cœur de Saint-Quentin. 
Il est admis en 1895 au noviciat de cette congrégation à Sittard, dirigé par le Père André Prévot, et fait sa profession à Fayet en septembre 1897.
Il est ensuite, tout en poursuivant ses études, professeur de grec pendant quatre ans à l'école Saint-Clément, époque où il est remarqué par le Père Dehon.
À partir de 1900, il est en France au grand séminaire Saint-Sulpice d'Issy-les-Moulineaux et de Paris et il termine ses études de théologie à Rome. Il est ordonné prêtre à Rome, le 28 mai 1904.
Il enseigne pendant de longues années l'exégèse et l'herméneutique au scolasticat du Luxembourg. En 1911, le R. P. Philippe est élu secrétaire général de sa congrégation; en 1919, il est promu assistant général, supérieur de Bruxelles et conseiller du vénérable Léon Dehon. Il succède à ce dernier en 1926. En 1935, il est nommé par Pie XI évêque coadjuteur du Luxembourg et évêque titulaire de Tinum (de). Il est sacré évêque à Rome, le 9 juin 1935, par le cardinal Marchetti-Selvaggiani.

## Évêque de Luxembourg
Il est évêque de Luxembourg du 9 octobre 1935, jusqu'à sa mort en 1956. Il fait agrandir la cathédrale de 1935 à 1938 et remet à l'honneur les exercices spirituels. 
En mai 1940, les troupes du Troisième Reich envahissent et occupent le grand-duché, pays neutre jusqu'au début de l'année 1945. La grande-duchesse et le gouvernement se réfugient à Londres d'où ils organisent la résistance. L'Église luxembourgeoise est forcée au silence et les associations et organisations catholiques dissoutes par l'occupant, les communautés religieuses expulsées de leurs couvents qui sont confisqués. Pourtant l'Église catholique demeure la seule institution civile luxembourgeoise encore existante sous l'occupation allemande. Les bombardements alliés détruisent un tiers des églises et chapelles du diocèse, surtout les derniers six mois de l'été 1944 à l'hiver 1945.
En 1949, un évêque coadjuteur est nommé, Mgr Léon Lommel (de), qui succède à Mgr Philippe à sa mort qui survient en 1956.
Sa dépouille est enterrée à la cathédrale de Luxembourg.